# Década perdida

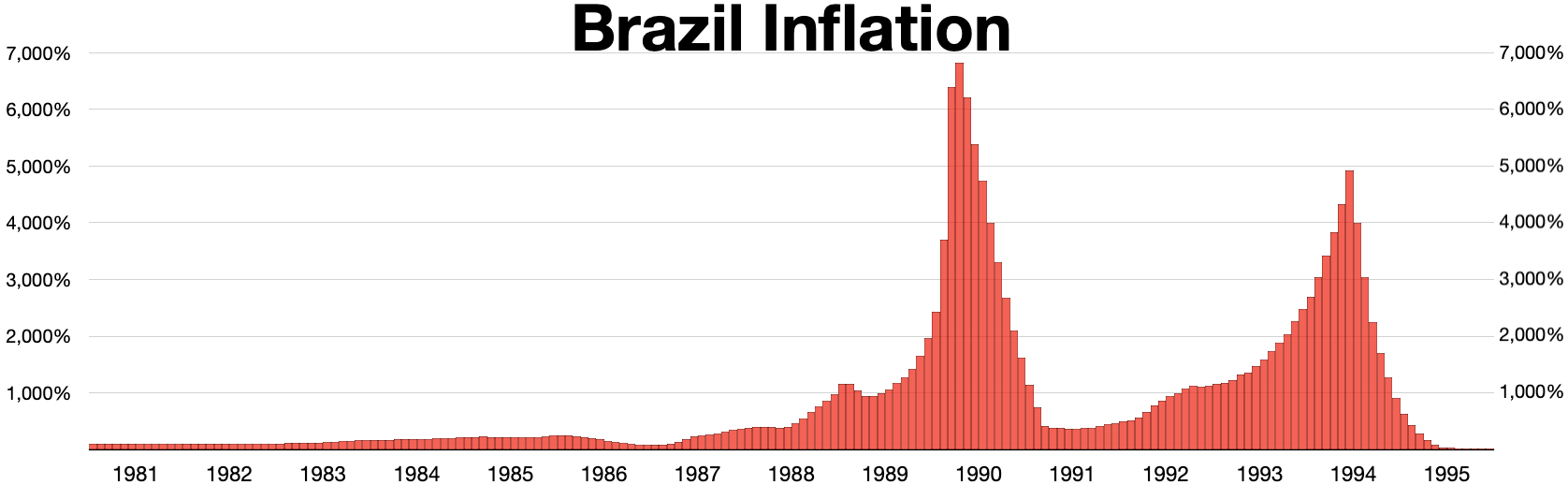
Índices de inflação no Brasil entre 1981 e 1995

A década perdida (em espanhol, la década perdida) é uma designação para o período financeiro de crise na América Latina e no Leste Europeu durante a década de 1980 (e que em alguns países continuaram até a década seguinte). Em geral, as crises consistiam em dívidas externas impagáveis, grandes déficits fiscais e volatilidade inflacionária e cambial, que na maioria dos países da região eram fixos.

## Em geral
Durante os anos 1970, o aumento do preço das matérias-primas (principalmente petróleo) e o barateamento do dólar resultaram na chegada maciça de moeda estrangeira à América Latina, uma região que na época lutava para manter o modelo de industrialização dirigido pelo Estado ou adotar um modelo de livre mercado.
Em 1980, o preço mais baixo das matérias-primas e o aumento das taxas de juros nos países industrializados levou a uma fuga de capitais, que provocou uma depreciação maciça das taxas de câmbio, aumentando a taxa real de juros da dívida, situação agravada pela presença de burocracias excessivamente grandes ou colapso industrial causado pela sua incapacidade de competir com os produtos importados.
Em resposta à crise, a maioria dos países foram forçados a abandonar seus modelos econômicos de substituição de importações e adotaram uma estratégia orientada para a exportação estratégia de crescimento promovida pelo Fundo Monetário Internacional, embora houvesse exceções, como Chile ou Costa Rica que adotaram brevemente estratégias reformistas. A taxa de crescimento real do PIB para a região foi de apenas 2,3% entre 1980 e 1985. Entre 1982 e 1985, a América Latina pagou 108 bilhões de dólares em obrigações vencidas.
No início dos anos 1990, a América Latina já estava se recuperando da crise, que, no entanto, reconfigurou a paisagem econômica da região: os países que antes eram potências regionais como Argentina, México e Venezuela ficaram com várias consequências que não foram superadas, enquanto países mais atrasados como Chile, Brasil, Peru e Colômbia se destacaram nas últimas décadas por um alto crescimento econômico e um bem-estar social maior.
Várias publicações, como o jornal espanhol El País e o brasileiro O Estado de S. Paulo, indicaram que a década a partir de 2012 marcaria uma "segunda década perdida" para a região, com uma queda dramática nos índices econômicos regionais após anos de estabilidade (e até mesmo boom em alguns casos), devido à alta demanda de matérias-primas pelo mercado asiático, principalmente a China e o enfraquecimento das moedas dos países industrializados após a crise de 2008. Embora esta situação se deva, em parte, a uma menor demanda por commodities.

## Por país

### Brasil
Durante os anos 1970, a ditadura militar aproveitou os altos preços do petróleo para explorar suas "vantagens comparativas" com o objetivo de aprofundar sua industrialização e, assim, alcançar um alto crescimento econômico entre 1974 e 1980, ao custo do aumento do endividamento e da inflação.
Em 1981, o Brasil estava com sérios problemas para pagar suas obrigações, elevando a taxa de juros, o que resultou na imposição de um plano de austeridade que tentou, sem sucesso, reduzir os grandes déficits fiscais. A situação econômica provocou uma grande crise política que em 1985 pôs fim a 20 anos de ditadura militar no Brasil e o retorno à democracia. Até então, a necessidade de adotar uma política fiscal que pudesse manter o setor público sem o recurso à inflação tornou-se imperativa. O Plano Cruzado de 1986 foi o primeiro e mais importante de três planos econômicos heterodoxos empreendidos com o objetivo de neutralizar a hiperinflação através do controle de preços. No entanto, uma série de erros (principalmente ignorando a situação do setor público) significou o fracasso destes planos, enquanto a inflação continuou a acelerar no final da década de 1980.
Em 1990, o governo de Fernando Collor de Mello iniciou uma série de reformas neoliberais e de livre mercado, que tentaram remediar, entre outras coisas, o suposto ''atraso'' tecnológico do Brasil produzido pelo protecionismo das décadas de 1970 e 1980. Embora a inflação tenha sido finalmente controlada, os cortes sociais e a escassez de dinheiro causaram uma crise de natureza política e social que permaneceu após o impeachment de Collor em 1992. Seu sucessor, o vice-presidente Itamar Franco nomeou Fernando Henrique Cardoso como ministro da Fazenda, que de 1993 a 1994 desenvolveu o Plano Real, um novo plano econômico que estabilizou a economia através de uma maior liberalização econômica, paridade com o dólar e saldo orçamental.

### Chile
A crise econômica do Chile em 1982 ocorreu durante a ditadura militar liderada pelo general Augusto Pinochet, após anos de reformas econômicas. Entre 1978 e meados de 1981, a economia passou por um período de expansão econômica (o chamado "milagre chileno") marcado pelo baixo preço do dólar. No entanto, no final de 1981, o aumento das taxas de juros e o preço mais baixo do cobre levaram ao superendividamento. Em junho de 1982, o preço do dólar subiu de $39 para $78 pesos chilenos, o que somado à situação desvantajosa da indústria nacional contra as importações significou uma paralisia técnica da economia, contra a qual o governo tentou evitar medidas de corte keynesiano.
Em 13 de janeiro de 1983, o Estado chileno realizou uma intervenção maciça dos bancos, intervindo em cinco e dissolvendo outros três: em 1984, o Estado controlava a economia mais do que o governo socialista de Salvador Allende antes do golpe militar. Devido aos fracos resultados das reformas, a partir de 1985, o governo modificou a direção econômica com a nomeação de Hernán Buchi como Ministro das Finanças, trazendo consigo um longo período de alto crescimento econômico.
Os defensores da política neoliberal de Pinochet afirmam que a crise nasceu fora do Chile e afetou toda a América Latina na chamada década perdida. Os historiadores Gabriel Salazar e Julio Pinto responderam que esse tipo de crise é uma fraqueza inerente ao modelo neoliberal, ou em seu defeito, de sua implementação abrupta.
Foi a pior crise econômica no Chile desde a Grande Depressão de 1929. O PIB chileno caiu 14,3% e o desemprego aumentou para 23,7%. A crise foi apontada como o desencadeador de uma onda de protestos contra o governo militar, que durou anos, enquanto os indicadores sociais permaneciam deficientes, embora a economia experimentasse um alto crescimento após 1985.

### Peru
Com o retorno da democracia em 1980, o presidente do Peru, Fernando Belaúnde Terry tentou empreender reformas neoliberais para modernizar a economia. No entanto, o legado pesado do regime anterior e a crise da dívida causaram uma deterioração econômica significativa, agravada pelo fenômeno do El Niño, que devastou a agricultura e a escalada terrorista do Sendero Luminoso.
Inflação persistente levou à introdução do INTI como moeda nacional em 1985 para substituir a antiga moeda peruana, o Velho sol. Naquele ano ele assumiu (pela primeira vez) Alan García como presidente, com um programa econômico heterodoxo que buscava maiores gastos fiscais e a limitação dos pagamentos da dívida externa. No entanto, seu governo foi marcado pela hiperinflação e pelo aumento da pobreza, que passou de 41% para 55% entre 1985 e 1991, ano da introdução da nova moeda peruana, o novo sol.
Em 1990, Alberto Fujimori foi eleito. Até então, a renda per capita no Peru era de 720 dólares, um nível comparável ao de 1960. Fujimori implementou reformas liberalizantes drásticas, como cortes orçamentários significativos, a privatização de empresas, a eliminação de restrições ao investimento privado e o fim do protecionismo. Embora elas mantivessem a inflação sob controle, deve-se notar que muitas dessas reformas foram feitas de forma autoritária após o "autogolpe" de 1992.